# Sidogede (Grabag)
Sidogede is een bestuurslaag in het regentschap Magelang van de provincie Midden-Java, Indonesië. Sidogede telt 2246 inwoners (volkstelling 2010).